# Bishop’s Tachbrook
Bishop’s Tachbrook – wieś w Anglii, w hrabstwie Warwickshire. Leży 5 km na południowy wschód od miasta Warwick i 128 km na północny zachód od Londynu.